# Cafezal do Sul
Cafezal do Sul est une municipalité brésilienne située dans l'État du Paraná.